# Melker Heier
Melker Heier, né le 8 mai 2001 en Suède, est un footballeur suédois qui évolue au poste de milieu central à l'IK Sirius.

## Biographie

### Landskrona BoIS
Né en Suède, Melker Heier commence le football au Häljarps IF. Il joue également au IK Wormo avant de rejoindre le Landskrona BoIS, où il est formé. 
Il joue son premier match en professionnel le 19 octobre 2019, lors d'une rencontre de troisième division suédoise, face au FC Linköping City (en). Il entre en jeu et son équipe s'incline (2-0 score final).

### IK Sirius
Le 28 janvier 2023, Heier signe en faveur de l'IK Sirius, pour un contrat courant jusqu'en juin 2027.
Il fait ses débuts sous ses nouvelles couleurs le 19 février 2023, à l'occasion d'une rencontre de coupe de Suède face à l'Oskarshamns AIK (en). Titulaire ce jour-là, le milieu de terrain se fait remarquer en marquant également son premier but pour le club, d'une frappe lointaine, et contribue à la victoire de son équipe par trois buts à un,.
Heier découvre alors l'Allsvenskan, l'élite du football suédois, jouant son premier match dans cette compétition contre l'IFK Norrköping, lors de la première journée de la saison 2023. Il est titularisé et les deux équipes se neutralisent (1-1 score final).